# 五湖 (臺灣)
五湖，是臺灣苗栗縣西湖鄉的一個傳統地域名稱，位於該鄉東南部。相較於今日行政區，其範圍大致與五湖村相近。

## 歷史
台灣清治末期至日治初期，五湖地區為一街庄，稱為「五湖庄」，隸屬於苗栗一堡。該庄西北與四湖庄為鄰，北與鴨母坑庄為鄰，東北邊及東邊北段與南勢坑庄為鄰，東邊南段與芎蕉坑庄為鄰，南邊為三座厝庄，西南邊及西邊隔西湖溪與高埔庄為界。
1901年（日治明治三十四年）11月，全台廢縣廳改設二十廳，該庄隸屬於苗栗廳。1909年（明治四十二年）10月，合併二十廳為十二廳，該庄改隸屬於新竹廳。1920年（大正九年），廢十二廳改設五州二廳，該庄改制為「五湖」大字，隸屬於新竹州苗栗郡四湖庄。
戰後四湖庄改制為四湖鄉，隸屬於新竹縣，大字亦改制為村。1950年桃、竹、苗分治，四湖鄉改隸屬於苗栗縣。1954年8月3日，四湖鄉因與雲林縣四湖鄉同名，改名為「西湖鄉」。

## 聚落
本地區發展較早的聚落有茅仔埔、下灣、上灣、九份、五湖坑（上湖坑）等，在日治期初期的官方地圖上已有記載。此外，本地區尚有張屋、埤頭面、五湖、賴屋、九份坪、本湖口等聚落。

## 交通
縣道119號是龍港至三義雙連潭的道路，也是本地區西湖溪東岸的主要連絡道路，大致以西北—東南走向轉北北西—南南東走向蜿蜒經過五湖地區。由該道路向西北轉北可前往四湖店、東三湖、二湖、頭湖、烏眉、龍港並止於省道台61線（西部濱海快速公路）後龍交流道及台6線路口，向南南東可前往銅鑼、三義雙連潭並止於縣道130號路口。
鄉道苗34線是烏眉至苗栗看守所的道路，其東側端點位於本地區東部西湖鄉、苗栗市交界處的五湖口苗栗看守所南側省道台13線舊線路口。由此向西北轉西蜿蜒而行，至五湖國小北側轉南南西與縣道119號共線至上灣轉西南獨行，過永樂橋出境後可前往高埔、烏眉坑地區並止於上店縣道128號路口。
鄉道苗34-2線是東三湖至五湖的道路，其東南側端點位於本地區東部西湖鄉、苗栗市交界處的五湖口苗栗看守所南側鄉道苗34線東側端點路口，也是省道台13線舊線路口。由此向北轉西北沿本地區東部邊界蜿蜒而行，至本地區東北端出境後可前往雷公崁、鴨母坑、西湖市區並止於市區東南側的縣道119號路口。
鄉道苗34-4線是德龍宮至獻功橋的道路，其東側端點位於本地區五湖聚落北側龍德宮附近的縣道119號路口。由此向西蜿蜒而行，過五湖橋出境後轉西北再轉西南可前往獻功橋西南側的鄉道苗34路口。
鄉道苗34-5線是顯化宮至八甲的道路，其西南側端點位於本地區中部五湖國小東北側鄉道苗34線路口。由此向東北可前往本地區東北部西湖鄉、苗栗市交界處的鄉道苗34-2線路口。

## 學校
- 五湖國小

## 宗教場所
- 德龍宮－主祀關聖帝君，陪祀五穀大帝、天上聖母等神明。